# Alien Youth
Alien Youth es el cuarto álbum de estudio publicado por la banda de rock cristiano Skillet. El desarrollo de su sonido en el rock industrial contundente, fue lanzado el 28 de agosto de 2001 por Ardent Records. Este fue el primer álbum de Skillet para incluir al guitarrista Ben Kasica, en sustitución de Kevin Haaland. Kasica se unió Skillet más tarde en el proceso de grabación para el álbum, sólo para la grabación de guitarras en "Earth Invasion". Alcanzó el puesto # 141 en el Billboard200 y # 16 en Australia El Chart Top Cristiano.

## Temas
| Alien Youth |                                    |          |  |
| N.º         | Título                             | Duración |  |
| 1.          | «Alien Youth»                      | 4:08     |  |
| 2.          | «Vapor»                            | 3:38     |  |
| 3.          | «Earth Invasion»                   | 4:47     |  |
| 4.          | «You Are My Hope»                  | 4:15     |  |
| 5.          | «Eating Me Away»                   | 3:37     |  |
| 6.          | «Kill Me, Heal Me»                 | 3:35     |  |
| 7.          | «The Thirst Is Taking Over»        | 6:31     |  |
| 8.          | «One Real Thing»                   | 3:36     |  |
| 9.          | «Stronger»                         | 4:06     |  |
| 10.         | «Rippin' Me Off»                   | 4:46     |  |
| 11.         | «Will You Be There (Falling Down)» | 5:09     |  |
| 12.         | «Come My Way»                      | 5:01     |  |
| 53:14       |                                    |          |  |

| Limited Edition Bonus Tracks |                           |          |  |
| N.º                          | Título                    | Duración |  |
| 1.                           | «Heaven In My Veins»      | 3:58     |  |
| 2.                           | «Always the Same»         | 4:06     |  |
| 3.                           | «Alien Youth Explanation» | 0:56     |  |
| 53:14                        |                           |          |  |

## Video musical
El video para "Alien Youth" características de la banda en una ciudad futurista, con ropa futurista muy similar a las observadas en el "secreto mejor guardado" de vídeo. El tiro de apertura es algo que viene a la tierra. A continuación, corta a la ciudad futurista, dando vueltas alrededor de una torre con grandes pantallas en la parte superior que muestra la portada del álbum. La banda se muestra sobre todo jugando en el centro de la ciudad, con disparos de varios de los integrantes individuales que se muestran en las pantallas de televisión de gran tamaño. El video fue filmado en una pantalla verde.

## Créditos
- John Cooper – voz, bajo, Sample, Programación
- Korey Cooper – guitarra rítmica, teclados, loops, coros, sampling, programación
- Lori Peters – batería
- Kevin Haaland – guitarra líder (excepto "Earth Invasion")
- Ben Kasica – guitarra líder (en "Earth Invasion")